# 薬師丸ひろ子
薬師丸 ひろ子（やくしまる ひろこ、本名：薬師丸 博子（読み同じ）、1964年〈昭和39年〉6月9日 - ）は、日本の女優、歌手。
1978年のデビュー以来、角川映画の中心的存在として人気の頂点を極め、2000年代からは母親役が似合い、シリアスからコメディな役まで主演・助演の両方をこなすベテラン女優として、また、円熟した歌手として活躍している。
東京都港区北青山出身。東京都立八潮高等学校、玉川大学文学部英米文学科卒業。

## 概要
中学1年生の時、角川映画第3弾『野性の証明』の長井頼子役オーディションで優勝、高倉健との共演で1978年に映画デビュー。1980年に相米慎二監督『翔（）んだカップル』に初主演する。翌1981年夏公開の『ねらわれた学園』を挟み、年末、再び相米とタッグを組んだ『セーラー服と機関銃』がヒット。薬師丸のデビュー曲でもある主題歌「セーラー服と機関銃」もヒットした。その後、主演映画『探偵物語』・『里見八犬伝』・『メイン・テーマ』・『Wの悲劇』 と薬師丸が歌う主題歌「探偵物語」・「メイン・テーマ」・「Woman "Wの悲劇"より」のヒットが連続する。1984年に公開された澤井信一郎監督『Wの悲劇』では演技も評価され、第27回ブルーリボン賞主演女優賞を受賞した。
1985年に角川春樹事務所から独立する。その後も映画女優として『野蛮人のように』・『紳士同盟』・『ダウンタウン・ヒーローズ』・『病院へ行こう』・『タスマニア物語』などに出演する。歌手としては、民営化直後のNTTのCM曲「あなたを・もっと・知りたくて」や映画主題歌「紳士同盟」などのシングル曲だけでなく、オリジナル・アルバムを製作し、コンサートを開くなど本格的な歌手活動をする。しかし、1991年に安全地帯のリーダーの歌手玉置浩二と結婚し、歌手活動や映画の世界から遠ざかる。その後、1998年に玉置と離婚を発表。1997年に18年ぶりのドラマ『ミセスシンデレラ』に主演してからは、テレビドラマの世界にも活躍の場を広げる。
2000年代に入り、ドラマ『木更津キャッツアイ』（宮藤官九郎脚本）や『1リットルの涙』、映画『ALWAYS 三丁目の夕日』シリーズ（山崎貴監督）などに出演し、日本を代表する女優の1人として評価される。
2010年代には、木皿泉脚本のドラマや舞台、NHK連続テレビ小説への初出演（『あまちゃん』）などの女優活動の一方で、シングル曲や音楽アルバムの発表、35周年記念コンサートなど歌手活動にも取り組む。2013年の多方面での活躍と長年の放送文化に対する功績が評価され、放送ウーマン賞2013を受賞する。2014年には『第65回紅白歌合戦』に歌手として初出場した。2019年、NHK大河ドラマ（『いだてん〜東京オリムピック噺〜』）へ初出演する。2024年、第78回毎日映画コンクール 田中絹代賞受賞。
オリコンチャートによると、薬師丸のシングルの累計売上は2018年までに396万枚、アルバムは2005年までに189万枚を記録し、シングルとアルバムの合計の売上は585万枚となっている。

## 女優

### 角川映画（1978年2月 - 1985年3月）

#### スクリーン・デビュー
偶然、薬師丸の写真を撮った人が、本人には内緒で角川映画『野性の証明』長井頼子役オーディション（1977年12月 - 1978年2月）に応募していた。頼子役の10歳という設定に対し薬師丸は既に13歳、想定される身長よりも高かった。それに加えて、演技経験もなかったので、必ず落選すると本人は信じていた。しかし、条件に合致した候補者と接戦になったものの、薬師丸の将来性を見抜いた審査員の角川春樹が強く推したことで優勝してしまう。決め手となったのは、非常に印象的な目だったと角川は結果発表時に述べている。審査員のつかこうへいからピンク・レディーを歌ってとのリクエストがあったが、女優になりたいとも思っていなかった薬師丸は素っ気無く断った。しかし、角川はその気の強さも気に入った。『野性の証明』（1978年）は角川映画として初めて邦画年間興行ランキング1位になった映画であると同時に、映画史には「薬師丸ひろ子のデビュー作」として記録されている。スカウトとオーディションも参照。
薬師丸は引退も考えていたが、角川春樹事務所はTBS系の単発ドラマ『装いの街』（1979年）や実相寺昭雄が監督した資生堂のコマーシャル「色」、雑誌『バラエティ』での写真モデルの仕事を入れることで薬師丸の芸能界から引退するという選択肢を奪った。その一方で、角川社長や側近の人たちは、本当に〔俳優の仕事が〕嫌になったら辞めさせてあげると薬師丸の気持ちを尊重してもいた。1979年1月4日に1回限り放送されたロングCM「色」は カンヌ国際広告祭で金賞を受賞した。翌1980年1月3日に放送された東陽一監督の資生堂ロングCM「口紅－あこがれ」にも出演する。
テレビドラマ『装いの街』（プロデューサー : 石井ふく子）は薬師丸が休業中だった1982年7月に『セーラー服と機関銃 完璧版』の併映作として劇場公開もされた。2012年のドラマ『妻が夫をおくるとき』では、石井ふく子の役を薬師丸が演じている。

#### 中学3年から高校2年まで
1979年、中学3年生だった薬師丸は高校受験のため女優業は休止。1979年夏の角川文庫「時間がないんだ青春は」キャンペーンのポスターやチラシの仕事だけはしていた。雑誌『バラエティ』に薬師丸のグラビアが掲載されるたびに読者の反響が大きくなっていったので、初写真集『薬師丸ひろ子フォトメモワール』を発売する。当時、1800円という高額だったが、発売3日間で1万5000部、最終的には10万部を越えるベストセラーになった。映画出演2作目『戦国自衛隊』（1979年）は若侍役というカメオ出演だったのにもかかわらず、ファンが劇場に押し寄せた。
同年、キティ・フィルム代表多賀英典が薬師丸本人に直接映画『翔（）んだカップル』（相米慎二監督）への出演交渉を行った。当初、薬師丸は出演を固辞していたが高倉健のアドバイスもあり、最終的には出演を了承した。学校を休む必要のある仕事や歌手デビューを拒否していた薬師丸が、『翔んだカップル』には出演する意欲を見せたので、事務所は東宝に薬師丸を貸し出すことになった。当時、事務所も薬師丸の今後の展望を持っていなかったので、気楽に貸し出したと薬師丸は話している。この映画で第2回ヨコハマ映画祭主演女優賞と第4回日本アカデミー賞話題賞俳優部門を受賞した。
宮本治雄によれば、ドル箱だった山口百恵を結婚引退で失った東宝はポスト百恵として薬師丸の2作品『翔んだカップル』（1980年）・『ねらわれた学園』（1981年）を配給した。
初主演映画『翔んだカップル』は大ヒットとはならなかったが、キティ・フィルムは相米慎二監督＆薬師丸主演第二弾として『セーラー服と機関銃』（1981年）を予定していた。角川春樹事務所に薬師丸の出演交渉を行うが、他社映画への出演に難色を示した。しかし、薬師丸が角川春樹を説得し、キティ・フィルムと角川春樹事務所提携作品として映画が製作されることになった。
映画『セーラー服と機関銃』の中で機関銃を乱射するシーンで有名な「カイ・・・カン」のセリフは薬師丸のアドリブであると言われていたが、薬師丸は台本であると断言した。このシーンの撮影で割れたビンの破片が薬師丸の左頬に当たり少し出血する事故が起きるが、そのまま演技を続け映画の本編で使われている。傷は長さ1cm弱で浅かったが、対応した医師は傷痕は残ると宣告する。
『セーラー服と機関銃』の公開2日目（1981年12月20日）、大阪・梅田東映ほかでの舞台挨拶を予定していたが、徹夜組を含めた約8,000人 のファンが上映3館に殺到したため、放水車 を伴う機動隊まで出動し、舞台挨拶も上映も中止となった。その騒動は翌日のスポーツ新聞のみならず、一般新聞の社会面トップ記事にもなった。朝日新聞の1面には「機動隊と機関銃」という見出しの記事が載った。舞台挨拶を見られなかったファンは薬師丸を追って大阪空港へ殺到し、空港もパニックになる。空港を回避し新大阪駅に向かったが、そこにもファンがいて、結局、名古屋までタクシーで移動し東京に戻った。その後、薬師丸が大阪を訪問するには、何年かの間、警察の許可が必要だった。同月25日、「翌年（1982年）は大学受験のために仕事を控える」と休業宣言をする。休業期間は1年半だった。映画評論家の増當竜也によれば、『セーラー服と機関銃』は薬師丸を一躍日本映画界を代表する青春スターにしただけでなく、大作路線からプログラムピクチャー路線に舵を切った角川映画の救世主となった。

#### 休業から大学生まで
1982年1月、『セーラー服と機関銃 オリジナル・サウンドトラック』がオリコン週間LPチャート第1位になる。プロマイドの売上はデビューからベストテンにランクインしていたが、同月、ついに1位となった。
3月、1980年公開時にカットされた11分が復活した『翔んだカップル オリジナル版』がビデオ発売され、1年後の1983年3月に劇場公開された。
4月18日、第2の薬師丸ひろ子を発掘するために『角川・東映大型女優一般募集』オーディションが開催される。グランプリは渡辺典子、特別賞に原田知世。この後、原田知世・渡辺典子と共に「角川三人娘」と呼ばれる。
同月21日、薬師丸のナレーションと『野性の証明』・『ねらわれた学園』の出演シーンの音声などで構成された異色のアルバム『ひろ子 青春のメモワール』が発売される。5月、『ひろ子 青春のメモワール』がオリコン週間LPチャート第1位になる。
6月、前年（1981年）に舞台挨拶中止となった大阪で『セーラー服と機関銃 完璧版』の試写会挨拶を行い、『完璧版』は7月にミニシアター系で封切られる。
休業中の1982年11月、次作『探偵物語』（根岸吉太郎監督）が薬師丸の受験の合否に関係なく撮影されることが発表される。原作は前作と同じ赤川次郎で、書き下ろす前から薬師丸主演で映画化されることが決まっていた。1983年7月に公開された『探偵物語』（共演：松田優作、併映は原田知世主演『時をかける少女』）は薬師丸が出演した角川映画の中で最高の興行成績、配給収入28億円、興行収入51億円を記録する。その後、同年12月公開『里見八犬伝』（深作欣二監督）、1984年7月公開『メイン・テーマ』（森田芳光監督）に主演する。
澤井信一郎監督の『Wの悲劇』（1984年12月公開）は興行的な成功とともに映画の評価も高く、薬師丸の代表作となった。ブルーリボン主演女優賞の表彰式で、「この映画で燃えつきたので、（女優を）やめようと思った。でも、この賞は私にガンバレという励ましの意味でいただけたと思います」とスピーチ。澤井監督「役のつかみ方に天性のものがあって、方向さえきちんと示せば確実にできる子だと思いました」、澤井監督の師匠マキノ雅弘監督「普通はどんな上手い子でも数カットは作ったような間違った表情をするものだけど、この子にはそれが全くない」と賞賛している。澤井監督は薬師丸のセリフについて、声量があるため響きがあり、かつ、リズム感も良かったと解説している。

#### 角川春樹事務所から独立
主演映画のヒットは続いていたが、内心ではずっと女優を辞めたいと思ってた。角川社長の「いつ辞めてもいい。でも、もったいないぞ」の言葉にその都度なだめられ、7年間、その気持ちを抑えていたが、二十歳の時、ユーミンの苗場のコンサートに遊びに行ったことを契機に、所属事務所を辞める決心をする。直接、社長に掛け合うと「分かった。でも、もったいないぞ。やりたくなったら、またいつでも始めろよ」と許可され、1985年3月26日、角川春樹事務所から独立する。引退の報道をうけ、大勢の取材陣が家に直接殺到することに困り、同月、個人事務所オフィス・メルを設立した。
既にブルーリボン賞の授賞式で、多様な作品に挑戦し芸域を広げるためフリーになりたいと宣言していた。独立した薬師丸をめぐっては、複数の芸能事務所から勧誘があったが、薬師丸は完全なフリーランスを選択。
『セーラー服と機関銃』の原作者である赤川次郎は、『翔んだカップル』・『セーラー服と機関銃』を監督した相米慎二と『Wの悲劇』を監督した澤井信一郎の2人が薬師丸の魅力を引き出したと評価している。
1980年代は角川映画とフジテレビが邦画を興行面で牽引し、その角川映画ブームの中心的存在が薬師丸だったと相良智弘は解説している。角川時代の出演映画の配給収入の詳細は角川映画#配給収入を参照。

### 独立以後（1985年4月 - 現在）

#### 1980年代後半
1985年の日本映画解禁後、台湾で大ヒットした日本映画の1本として『里見八犬伝』（1986年台湾公開） を挙げることができる。1986年、主演の薬師丸が映画宣伝のために台湾を訪れると連日マスコミを賑わした。ただし、日本語の使用に関しては規制が残っていたので、薬師丸はインタビューや歌の披露には英語を使用した。
2005年のインタビューで薬師丸は、独立後の2本の正月映画『野蛮人のように』（1985年）、『紳士同盟』（1986年）は模索していた時期の映画と回顧している。『紳士同盟』（配給収入 9.5億円）は興行的には失敗し、寺脇研は「薬師丸のアイドルとしての圧倒的なまでの神通力」は衰えたと感じた。その後、薬師丸は一枚看板のアイドルとしてではなく、女優として着実に歩むことになる。1988年は山田洋次監督の『ダウンタウン・ヒーローズ』、1989年に桃井かおりと再共演となった『レディ! レディ READY! LADY』に出演する。
1989年、冷戦終結に伴い外国人も立ち入ることが可能になったサハリン（樺太）を訪れた『薬師丸ひろ子が見た！サハリン（樺太）縦断1000キロ』（フジテレビ）に出演している。この番組は第7回ATP賞優秀賞ノンフィクション部門を受賞している。後に、このドキュメンタリーで「故郷」を歌ったことに薬師丸は触れている。1992年には続編『薬師丸ひろ子が見た！サハリン感動の47年』も放送される。

#### 1990年代
滝田洋二郎監督の『病院へ行こう』（1990年）には、〔共演者にもスポットが当たり〕自分だけにスポットが当たっていないことの面白さ、自分が主役でなくても成立する作品自体の面白さがあり、そういう点に引き込まれていったと答えている。『病院へ行こう』とオーストラリアのタスマニア島の自然を舞台にした『タスマニア物語』（1990年）によって、第14回日本アカデミー賞話題賞俳優部門を受賞する。同性愛の夫とアル中の妻、そして夫の彼氏の3角関係を描いた『きらきらひかる』（1992年）では、大人の女性の演技が評価される。『きらきらひかる』で高崎映画祭最優秀主演女優賞を受賞した。
1997年、『装いの街』（1979年）以来18年ぶりにテレビの連続ドラマ『ミセスシンデレラ』に出演した。デビュー以来、映画専門で芝居のキャリアを重ねてきた薬師丸を"銀幕女優"・"最後の映画女優"と呼ぶこともある。テレビドラマへの出演がなかったのは、映画に関わり続けたかったことや〔映画と比較して〕慣れていないテレビの早いサイクルに少し臆病になっていたことを理由に挙げている。〔撮影開始時に〕脚本が最終回分までは用意されていないことに戸惑ったとも答えている。『ミセスシンデレラ』でザテレビジョンドラマアカデミー賞主演女優賞を受賞した。
同年のNHKドラマ『熱の島で〜ヒートアイランド東京〜』 は多数の賞に輝いた作品だが、薬師丸も演技が評価され、第24回放送文化基金賞女優演技賞を受賞した。ドラマ評論家でもある樋口尚文監督は、薬師丸出演のテレビドラマでは井上由美子脚本の『熱の島で〜ヒートアイランド東京〜』や山田太一脚本の『香港明星迷』（ホンコンみょうじょうめい）のような作家性の強い作品に見るべきものが多いとしている。

#### 2000年代
2000年、『キネマ旬報』誌上の「映画を愛する74人の著名人が選んだ20世紀の映画スター 女優編」で日本女優第14位。同号の「読者が選んだ20世紀の映画スター女優」では日本女優第10位。さらに、「映画館をいっぱいにしたマネーメイキング・スターは誰だ!」日本篇では、渥美清・西田敏行に次いで第3位。2014年に刊行された『オールタイム・ベスト映画遺産 日本映画男優・女優100』では京マチ子・杉村春子・倍賞美津子らと並び日本映画女優の第11位にランクインした。
2002年、宮藤官九郎脚本の『木更津キャッツアイ』に浅田美礼（美礼先生）役として出演する。俳優としての宮藤とNHKドラマ『コウノトリなぜ紅い』（2001年）で共演していなかったら、"学校にタヌキの置物の爆弾を仕掛けるような奇抜な役"は引き受けなかった可能性もあったが、共演して知った朴訥（）とした人柄の彼の書く脚本ならと8割ぐらい安心して出演を決断した。現場では周りを見る余裕もあり、演じることの楽しさを教えられた作品だったと振り返っている。このドラマの後、宮藤作品へは、2本の映画版『木更津キャッツアイ』、ドラマ『タイガー&ドラゴン』・『うぬぼれ刑事』・『あまちゃん』、舞台『七人の恋人』（ナレーションのみ）に参加している。宮藤が作る薬師丸の役には、いつも心躍らされるともインタビューに答えている。〔その他の出演作では母親役の出演オファーが多い中、〕宮藤ワールドでは、未婚で子供もいない・殺人者でもない役が割り振られることに大変感謝している。言わせられる際どいセリフも宮藤の品性が目も当てられない下品にはならないようにしていると信じ、宮藤には一生ついていこうと全幅の信頼を寄せている。言いにくいセリフも全部言わないと宮藤官九郎の脚本にならないと考え、セリフを自分流にアレンジすることはない。
『ナースコール』（1993年）以後の10年間には、『マグニチュード 明日への架け橋』（1997年）と『木更津キャッツアイ 日本シリーズ』（2003年）の2本しか映画出演していない。その間はドラマやミュージカル『雨に唄えば』（1996年）・『シュガー』（1998年）などをしていて、良い経験・修行の期間、試練だったと薬師丸は答えている。
2005年『ALWAYS 三丁目の夕日』や『1リットルの涙』の母親役の演技が評価され、数多くの映画賞や複数のドラマの賞を受賞した。母親役は見ている人にとって身近なので「こんな母親いない」と判断されやすく、さらに、自分に子供がいないので母親役に不安もあった。経験のない分を街中の人間観察や想像で補っていると答えている。薬師丸は2005年キネマ旬報助演女優賞受賞に際し、20歳の時の『Wの悲劇』を評価していただいて以来20年ぶりと振り返り、受賞の理由を自分のキャラクターと役がうまくマッチした結果と想像するが、それよりも〔受賞対象となった〕素敵な映画や役に巡り会えたこと、それらの映画を観てくださった方々が強く感じてくれたことに感謝し、きっと映画のマジック、映画の奇蹟（）に出会えたと述べている。薬師丸は『ALWAYS 三丁目の夕日』の2本の続編『ALWAYS 続・三丁目の夕日』（2007年）・『ALWAYS 三丁目の夕日'64』（2012年）でも鈴木トモエを演じている。また、2007年には連続ドラマ『1リットルの涙』の続編として、スペシャルドラマ『1リットルの涙 特別編〜追憶〜』が放送された。
2006年3月、シネマヴェーラ渋谷で「女優 薬師丸ひろ子の軌跡」と題する特集上映（デビュー作から最新作まで）が開催された。
日本郵便が2006年10月10日に発行した特殊切手「日本映画II」（現代の名作）（1980年 - 2000年代公開）は、代表的な日本映画10作品を選定しているが、その1本に薬師丸主演の映画『セーラー服と機関銃』が選ばれた。
2009年9月12日放送の土曜プレミアム『戦場のメロディ〜108人の日本人兵士の命を救った奇跡の歌〜』（渡辺はま子の実話を基にしたドラマ）において、主役の渡辺はま子役を演じ、1か月の歌のレッスンをした上でドラマの中で「ああモンテンルパの夜は更けて」などのはま子の歌を歌唱した。この歌唱が『今度は愛妻家』（2010年）の公開記念イベントのコンサート開催へと繋（）がった。また、『今度は愛妻家』で第34回日本アカデミー賞優秀主演女優賞を受賞する。

#### 2010年代
2012年、木皿泉作品に出演する機会があるのならば、それが舞台であろうと構わないと、14年ぶりに舞台『すうねるところ』に主演する。木皿作品の魅力を心臓をぎゅっと掴（）まれるようなセリフ、キラキラしたセリフで構成されていると表現している。木皿作品へはドラマ『Q10』・『世の中を忘れたやうな蚊帳の中』・『おやじの背中』 第5話 「ドブコ」・『富士ファミリー』、舞台『すうねるところ』・『ハルナガニ』に出演している。木皿泉から見た薬師丸評は「SF風の意味不明なセリフでも、ものすごくリアルに言うことができる」「非常にぶっ飛んだセリフを書いても安心できる」、「消費されない存在感のある女優」。
初の朝ドラ『あまちゃん』（2013年4月 - 9月）の出演依頼は断るつもりだったが、プロデューサーから渡された台本を読み出演を決める。しかし、懸念が一つあり、それは薬師丸が演じる鈴鹿ひろ美の大女優という役柄だった。また、鈴鹿には"音痴"という設定もあったが、それは、視聴者の世代によって受け止め方が違った。30代から下の世代には本当に下手だと思っていた人もいた。しかし、ドラマの最終週で本来の歌唱力を披露すると大反響となった。薬師丸は役作りのために「トンネルの現場」（トンネルから先の線路や建物が津波で流された東日本大震災の被災現場）を訪れ、その経験から「潮騒のメモリー」を犠牲者追悼の賛美歌のようにしたいと考え、メロディーとテンポを変えて歌うことを提案していた。薬師丸が演じた鈴鹿ひろ美役は抜群の存在感だったと評価された。（35周年記念）コンサートもアルバムも『あまちゃん』より前に決まっていたけれど、「潮騒のメモリー」を歌わせてもらったことは、私にとって大きかったと振り返っている。薬師丸は歌う機会が増え、若い世代には歌手として認知され、上の世代には薬師丸の歌を久しぶりに聴いたという人もいた。
2003年から始まり、薬師丸がナレーションを担当する紀行・料理番組『食彩の王国』（テレビ朝日系）は2013年に10周年、放送回数も500回を超えた。
薬師丸がナビゲーターを務めた『ケンボー先生と山田先生〜辞書に人生を捧げた二人の男〜』（2013年）は第30回ATP賞情報・バラエティー部門最優秀賞と第40回放送文化基金賞テレビエンターテインメント番組優秀賞、主演し主題歌も担当した『こうのとりのゆりかご〜「赤ちゃんポスト」の6年間と救われた92の命の未来〜』（2013年）は第68回文化庁芸術祭賞テレビ・ドラマ部門優秀賞を受賞している。
2014年、シリアスからコメディな役まで、主演・助演の両方をこなすベテラン女優として評価され、放送ウーマン賞2013を受賞した。
薬師丸がナレーションを担当した『赤めだか』（2015年）は 第42回放送文化基金賞テレビドラマ部門最優秀賞、小泉今日子と共に主演の『富士ファミリー』（2016年）は第32回ATP賞テレビグランプリのドラマ部門最優秀賞をそれぞれ受賞した。薬師丸は続編の『富士ファミリー2017』（2017年）でも小国鷹子を演じている。
2016年3月、ドキュメンタリー『ガウディの迷宮〜サグラダ・ファミリア100年の夢〜』の中で「生誕のファサード」を完成させた彫刻家の外尾悦郎と供にガウディゆかりの地を訪ねた。同年7月、スウェーデンを舞台にしたドラマ『百合子さんの絵本 〜陸軍武官・小野寺夫婦の戦争〜』では小野寺百合子を演じた。
2017年12月、出演した2本の映画『DESTINY 鎌倉ものがたり』と『8年越しの花嫁 奇跡の実話』が公開された。『8年越しの花嫁 奇跡の実話』の演技が評価され第41回日本アカデミー賞優秀助演女優賞を受賞した。
2018年はドラマ『アンナチュラル』と映画『コーヒーが冷めないうちに』に出演。12月には長編時代劇コメディー『LIFE!スペシャル 忍べ!右左ヱ門』に参加。
2019年、『いだてん〜東京オリムピック噺〜』でNHK大河ドラマ初出演。

#### 2020年代
2020年、7年ぶり2度目のNHK朝ドラ『エール』に出演し、ヒロイン・関内音（演：二階堂ふみ）の母親・光子を演じる（4月 - 11月）。第90回で讃美歌「うるわしの白百合」を劇中で歌ったのに続き、最終回（第120回）の特別編『エール』コンサートでは「高原列車は行く」（作曲・古関裕而）を披露した。10月、角川春樹監督最後の映画『みをつくし料理帖』（2020年）が公開された。
2021年、TBSテレビ系金曜ドラマ『最愛』では、社長で主役・梨央（演：吉高由里子）の母親・真田梓を演じる。2022年、2本の映画『とんび』・『川っぺりムコリッタ』（声だけの出演）。 連続ドラマ『拾われた男 LOST MAN FOUND』では、主役・松戸諭（演：仲野太賀）を拾う芸能事務所の社長・山村ひろ子を演じる。2023年、テレビ朝日系で2夜連続スペシャルドラマ『キッチン革命』では主役・香美綾子（壮年時代）役。
2024年、デビュー以来、長きに渡って映画ファンを楽しませてきた実績が評価され、第78回毎日映画コンクール 田中絹代賞を受賞。

### 相米慎二監督
相米慎二監督は『翔んだカップル』（1980年）で演技の未熟な薬師丸たちが出来るようになるまで撮影に時間を掛けてくれた。その時間の長さが相米監督の愛情だったと薬師丸は回顧している。監督に気に入られるために、何回も自転車で壁に突っ込むシーンに挑んだ。新人監督の相米が辛い立場なのは薬師丸も理解していて、そんな相米を怖いけれど兄のように慕う部分もあった。
薬師丸は『翔んだカップル』の相米監督との相性が非常に良かったので、次の映画（『ねらわれた学園』）の大林宣彦監督の現場に慣れるのに時間が掛かってしまった。これは「相米病」になっていたためと薬師丸は説明している。
相米監督からは「小芝居をするな」、「手足、足先まで力を入れろ」と言われた。「ゴミ」「クズ」「ガキ」と罵声を浴びることもあった。通称しごき棒と言われるもので叩（）かれ突かれることもあったが、それは同時に監督から映画参加資格を貰っているように薬師丸は感じていた。薬師丸は監督を鬼と思うこともなかったし、いざとなったら監督を敵に回して戦う気概もあった。キャメラマンの仙元誠三によれば、相米監督と薬師丸はお互いを理解し合う関係性ができていた。『セーラー服と機関銃』（1981年）がヒットして、普段は感情を表に出さない相米監督が、大入りの新宿の映画館を見て非常に喜んだ。そんな相米の姿を見て薬師丸も嬉しくなった。
薬師丸が相米監督に最後に会ったのは、監督が亡くなる前年（2000年）の12月で、久しぶりに相米組が集まった時だった。
『キネマ旬報』の相米慎二追悼特集（2001年）で、実際には服を着ていても、生身の姿を人前にさらけ出す覚悟がカメラ前に立つには必要であること、演じることの厳しさ、怖さを相米監督から教わったと薬師丸は話している。そして、あの時期があったからこそ、薬師丸は女優を続けられているとも述べている。
松本隆との対談の中で、薬師丸は原点である『セーラー服と機関銃』が相米の死によって「思い出」になってしまうことが悲しいと話した。

### 普通の一般人
1981年の『セーラー服と機関銃』の頃、10代の男女中高生人気に支えられていた薬師丸は、多くの中年男性（オジン）からは、桃太郎似で、大多数の普通の女の子と大差なく、子供向けであり、かつ、角川の商業主義が捏造したアイドルと見做（）されていた。一方、「テレビに進出しない」・「銀幕でしか会えない」という角川の神秘化戦略や、〔実写映画5作目となる〕『セーラー服と機関銃』までは歌手でなかったこと、芸能活動よりも学業を優先する態度、そして薬師丸自身の資質が「映画スター」らしさを与えてもいた。テレビを主戦場とするアイドルとは違い、映画がメインだったのでスターに分類されることもあれば、親しみやすさからアイドルに分類されることもあった。薬師丸を応援する理由のなかには「毎日、学校に通っているから」・「素人っぽくてとても良い」などの意見もあり、「フワフワしたアイドルや芸能人」ではなく、「普通の一般人」に見えることが薬師丸の魅力とされた。そのため、1981年に映画と同名の主題歌「セーラー服と機関銃」で歌手デビューすると、古参のファンからは「アイドル歌手じゃないんだぞ」と叱られた。

## 歌手

### 歌手活動（1981年11月 - 1999年）

#### 1980年代前半
デビュー直後や映画『ねらわれた学園』（1981年7月）出演時には、所属事務所から歌手デビューも提案されていたが、薬師丸は無理だと思って断っていた。そのため、〔1978年のスクリーンデビューから1981年11月の歌手デビューまでの3年間には〕"歌わない（最後の）アイドル"と形容されることもあった。また、ポスト山口百恵が騒がれていた頃、「薬師丸は歌わないから……」と否定されていた。『セーラー服と機関銃』の宣伝を担当した遠藤茂行によれば、映画ファン限定のスターだった薬師丸が主題歌を歌うことで同世代のアイドルにもなった。歌手デビューに至った詳細はセーラー服と機関銃 (曲)#経緯を参照。
角川映画時代にリリースしたシングル「セーラー服と機関銃」（1981年）・「探偵物語」（1983年）・「メイン・テーマ」（1984年）・「Woman "Wの悲劇"より」（1984年）は、すべて主演映画の主題歌である。「メイン・テーマ」が最高位2位だったため、シングル連続首位記録は途切れたが、他の3曲はオリコン1位を獲得している。
セカンド・シングル「探偵物語」の両A面である「すこしだけやさしく」（1983年）は、TBS系『わくわく動物ランド』のエンディングテーマになっている。
再度、映画主題歌を歌うことになった「探偵物語」で作詞家の松本隆や作曲家の大瀧詠一に出会ったことで、歌うことやアルバム作りの楽しさを知り、今後も歌い続けたいと思った。もし、二人に出会っていなかったら、歌手との両立など考えずに、女優だけをしていたかもしれないと話している。松本は一連の薬師丸作品に関して、流行を狙うような俗っぽいビジネスライクなものとは違うものを作ろうとした。そして、松本は薬師丸に書いたすべての曲に満足していると答えている。
薬師丸の代表曲の1つである「元気を出して」は、竹内まりやが薬師丸のために書き下ろした。47.7万枚の売上を記録したファースト・アルバム『古今集』（1984年）に収録されているが、これまで、シングルカットされたことはない。その後、1987年に竹内まりやがアルバム『REQUEST』でセルフカバーした時に、山下達郎と共にコーラスに参加している。2人のコーラスは絶品と竹内まりやは賞賛している。

#### 1980年代後半
角川春樹事務所から独立した1985年には、シングル3枚「あなたを・もっと・知りたくて」・「天に星. 地に花.」・「ステキな恋の忘れ方」とセカンド・アルバム『夢十話』をリリースしている。
「あなたを・もっと・知りたくて」は民営化直後のNTTのCMソングで、薬師丸自身がCMに出演すると同時にCMソングも歌っている。「ささやきのステップ」（1986年）・「瞳で話して」（1986年）・「風に乗って」（1991年）もNTTのCMソング。
「ステキな恋の忘れ方」は映画『野蛮人のように』の主題歌で、映画関連としては1986年の「紳士同盟」（同名映画『紳士同盟』の主題歌）、1988年の「時代」（『ダウンタウン・ヒーローズ』のイメージソング）、1989年の「Windy Boy」（映画『レディ! レディ READY! LADY』主題歌）がある。
『古今集』（1984年）以来、1985年『夢十話』、1986年『花図鑑』（松本隆プロデュース＆全曲作詞）、1987年『星紀行』と毎年1枚のオリジナル・アルバムのリリースがルーチンとなっていた。
1987年7月 - 8月にファースト・コンサート『星紀行』を行った。コンサートは翌年1988年8月 - 10月にも『SENTENCE』を開催している。
1987年10月、玉置浩二作曲のシングル「胸の振子」をリリースし、『ミュージックステーション』に出演している。『ミュージックステーション』へは「時代」（1988年）と「語りつぐ愛に」（1989年）でも出演している。玉置作品は他に「交叉点 〜そう それがそう〜」（1997年）がある。
1988年3月のフジテレビ『夜のヒットスタジオDELUXE』ではマンスリーゲストを務め、特に卒業式前日の3月9日には同番組内でミニ・コンサート（服部克久指揮）を実施した。
同年7月にリリースしたシングル「時代」は中島みゆきのカバー。薬師丸の愛唱歌だったが、当時、中島がコンサートでは歌っていないので残念に思い、アルバム『Sincerely Yours』（1988年）の1曲とした。「時代」はフジテレビ系『なるほど!ザ・ワールド』のエンディングテーマにもなっている。
1989年1月のシングル「語りつぐ愛に」は「セーラー服と機関銃」と同じ来生たかお・来生えつこ姉弟の作品で、しかも、「セーラー服と機関銃」以来の競作曲となっている。「語りつぐ愛に」は日本テレビ系『水曜グランドロマン』の主題歌になっているが、薬師丸自身は『水曜グランドロマン』には出演していない。
同年3月に6枚目のアルバム『LOVER'S CONCERTO』、10月にシングル「Windy Boy」をリリースする。
別冊宝島の調査によると、1980年代のシングル総売上げは年間ベスト50位以内のものに限っても218.7万枚と当時の女性アイドル中7位であった 同じく1980年代、当時の女性アイドル中年間シングルオリコンチャート最高位の座は2回獲得している（1982年、1983年）。

#### 1990年代
1990年は、3月に7枚目のアルバム『Heart's Delivery』のリリース、3月 - 4月には3回目のコンサートとなる『ハート・デリバリー』を開催し、5月にシングル「手をつないでいて」を発表した。
1991年1月の玉置浩二との結婚を電撃発表の後、同月にシングル「風に乗って」、3月に8枚目のアルバム『PRIMAVERA』をそれぞれリリースする。
玉置との結婚中には、玉置のアルバム『カリント工場の煙突の上に』（1993年）に収録の「西棟（）午前六時半」でのデュエットや『Act Against AIDS '94』（1994年）に2人で参加している。
1997年6月に、「風に乗って」（1991年）から6年ぶりのシングル「交叉点 〜そう それがそう〜」、12月に「恋文 〜哀愁篇〜」をリリースする。
1998年2月に『PRIMAVERA』（1991年）から7年ぶり9枚目のオリジナル・アルバム『-恋文-LOVE LETTER』を発表する。同年4月にはシングル「smile スマイル smile」（作詞：薬師丸）をリリースする。

### 歌手活動（2000年 - 現在）

#### 2000年代
2000年2月、テレビ朝日系主演ドラマ『恋愛中毒』の主題歌「Love holic」（作詞：松本隆）をリリースする。2006年3月、音楽番組NHK総合『音楽・夢くらぶ』へ出演。「セーラー服と機関銃」・「探偵物語」などのヒット曲を披露した。2008年9月放送のNHK総合『SONGS』に出演し代表曲を披露する。『SONGS』には2011年、2013年、2016年3月、2016年12月、2018年、2020年、2021年にも出演している。
2000年代の少ない歌手活動について、商業的にあまり必要とされていなかったのかもしれないと薬師丸は答えている。

#### 2010年代
2010年出演映画『今度は愛妻家』の公開記念イベントの一環として、1990年以来20年ぶりとなるコンサートを東京（1月7日）と大阪（1月12日）で開催。またコンサートの中で、同映画の監督行定勲と夫役の豊川悦司を交えてのトークショーも行なわれた。薬師丸はコンサートに人が集まるか不安だったが、合計2000席のチケットは発売開始3分で完売した。
2011年3月、主演映画『わさお』が公開され、主題歌「僕の宝物」も自らが担当。主演映画の主題歌を歌うのは22年ぶりとなる。「僕の宝物」は2013年11月のTBS系のドラマ『こうのとりのゆりかご〜「赤ちゃんポスト」の6年間と救われた92の命の未来〜』の主題歌にもなっている。2011年12月放送の『2011 FNS歌謡祭』で平井堅と「Woman "Wの悲劇"より」をデュエットする。『FNS歌謡祭』には2013年にも出演しデュエットを含め3曲「セーラー服と機関銃」・「元気を出して」・「時代」を披露している。
2012年11月にリリースされたケルティック・ウーマンのアルバム『心のクリスマス/ホーム・フォー・クリスマス』のボーナス・トラック曲「ユー・レイズ・ミー・アップ〜 祈りヴァージョンfeat.薬師丸ひろ子」でコラボレーションした。
2013年10月に芸能活動35周年記念コンサートを東京・大阪で開催した。1990年の『ハート・デリバリー』以来23年ぶりの単独コンサートとなった。コンサートのパンフレットには、井上陽水、竹内まりや、中島みゆき、松任谷由実（掲載順）からの祝福のメッセージが掲載されている。このコンサートを観た先輩達から「もっと歌っていきなさい」と言われたことで、2014年12月のライブ『Premium Acoustic Night 時の扉 〜Look For A Star〜』を自ら企画した。ライブは2013年12月にリリースした初のカバー・アルバム『時の扉』の曲を中心に構成され、アルバムの編曲を担当した吉俣良がアレンジャー兼サポートミュージシャンとして参加している。
2015年7月、『THE MUSIC DAY』に出演し、「時代」と「Woman "Wの悲劇"より」を歌唱した。同年10月に行われた『薬師丸ひろ子 コンサート2015』では、薬師丸のヒット曲や「黄昏のビギン」・「夢で逢えたら」・「冬の星座」などのカバー曲・唱歌に加え、自身が声優として参加した劇場アニメ『シンドバッド 空とぶ姫と秘密の島』（2015年）の劇中歌「わたりどり」も披露された。
2013年末に急逝した大瀧詠一を追悼する『SONGS』（2016年3月）に出演し、ナレーションと大瀧作曲の「探偵物語」を歌っただけでなく、生前の大瀧のボーカル・トラックと鈴木雅之が共演する「夢で逢えたら」にも参加した。2016年7月、前年に引き続き『THE MUSIC DAY』に出演した。9月には初の野外コンサート『世界遺産劇場 春日大社 第六十次式年造替奉祝 薬師丸ひろ子コンサート』を実施し、アンコールでカバー・アルバム『Cinema Songs』から「ムーン・リバー」を歌唱した。11月に実施した『Premium Acoustic Night 〜シネマソングス〜』 の追加公演が2017年1月に行われることになった。12月、3年ぶりに『FNS歌謡祭』に出演する。『SONGSスペシャル 薬師丸ひろ子 〜高倉健さんが教えてくれた映画のすべて〜』では、デビュー作『野性の証明』のロケ地である金沢を訪れ、高倉健との思い出を語るとともに『Cinema Songs』に収録の映画音楽と薬師丸主演映画の主題歌を披露した。
2017年4月、『Cinema Songs』収録の「追憶」がドラマ『女の勲章』の主題歌に採用された。6月には井上陽水作詞作曲の新曲「めぐり逢い」を含むライブ・アルバム『Best Songs 1981-2017〜Live in 春日大社〜』をリリースする。7月、3年連続で『THE MUSIC DAY』に出演し「ステキな恋の忘れ方」を歌った。
8月25日に放送された『The Covers』に出演し、「夢で逢えたら」・「Woman "Wの悲劇"より」・「めぐり逢い」を披露した。
2018年2月に『薬師丸ひろ子 コンサート2018』を行い、5月リリースの新アルバムから新曲「ここからの夜明け」も披露した。3月には作詞家・松本隆を特集した音楽番組『うたコン』に初出演し、「Woman "Wの悲劇"より」を歌唱した。4月からNHK『みんなのうた』に楽曲「窓」の歌唱で、NHKラジオ第1・FM『ラジオ深夜便』の「深夜便のうた」には楽曲「こころにすむうた」で参加する。また、同月、2月に開催された『薬師丸ひろ子 コンサート2018』がNHK BSプレミアムで放送される。5月には1998年の『-恋文- LOVE LETTER』以来20年ぶりのオリジナル・アルバム『エトワール』をリリース。同月、音楽番組の『ミュージックフェア』に出演し「セーラー服と機関銃」と「ここからの夜明け」の2曲を披露し、『SONGS』では「日本一星空がきれいな村」長野県阿智村を訪れるロケを行うと共に、「探偵物語」・「Woman "Wの悲劇"より」・「窓」を歌唱した。9月から10月にかけてライブツアー『Premium Acoustic Night 〜エトワール〜』をビルボードライブ東京・大阪で開催。また、10月に参加した「ビクターロック祭り大阪×MBS音祭2018」が薬師丸にとって初フェスとなった。12月の『2018 FNS歌謡祭』では松下奈緒のピアノで「Woman "Wの悲劇"より」を披露した。
2019年3月、NHKのコンサート番組『RUN! HOPE! RUN! 〜N響×大友良英×いだてんコンサート〜』の公開収録で「見上げてごらん夜の星を」を歌唱した。9月から10月にかけて『薬師丸ひろ子 コンサート2019』を東京・大阪・宮城・佐賀の4か所5公演を実施、「潮騒のメモリー」や「守ってあげたい」を披露。12月、『2019 FNS歌謡祭』に出演、「時代」と「メイン・テーマ」を歌唱。

#### 2020年代
2020年1月に出演した『SONGS』では、『薬師丸ひろ子 2019コンサート』のライブ映像「守ってあげたい」・「潮騒のメモリー」・「アナタノコトバ」・「セーラー服と機関銃」や舞台裏の様子が放送された。2月、Blu-ray＆DVD&CD『薬師丸ひろ子 2019コンサート』の宣伝として、東京・西武新宿駅前のユニカビジョンで特集放映を実施。10月、NHK『映画音楽はすばらしい!』に出演し、「セーラー服と機関銃」・「Woman "Wの悲劇"より」・「コール」（主演映画『ナースコール』主題歌、玉置浩二のカバー）の3曲を披露した。
2021年3月の『ミュージックフェア』中島みゆき特集では「時代」、7月の『2021 FNS歌謡祭 夏』では「元気を出して」を歌唱。11月5日、YouTubeチャンネル・オープン。11月21日、歌手活動40周年記念オールタイムベストアルバム『Indian Summer』リリース。また、東京・キリスト品川教会グローリア・チャペルで行なった無観客によるWOWOWオリジナルコンサート『薬師丸ひろ子 40th Anniversary Starting Special Concert』がWOWOWから放送・配信。11月25日の『SONGS』（コメントゲスト：宮藤官九郎）では、歌手デビュー40周年スペシャルメドレー（「セーラー服と機関銃」、「探偵物語」、「あなたを・もっと・知りたくて」、「メイン・テーマ」、「Woman "Wの悲劇"より」）と連続テレビ小説『エール』で話題となった讃美歌「うるわしの白百合」を歌唱後、ユーミンが呉田軽穂名義で37年ぶりに薬師丸へ提供した新曲「Come Back To Me 〜永遠の横顔」をTV初披露。12月1日の『2021 FNS歌謡祭』第1夜では「探偵物語」、12月11日の『ミュージックフェア』では「Come Back To Me ～永遠の横顔」と「Woman "Wの悲劇"より」、12月19日の『The Covers』「歌手デビュー40周年! 薬師丸ひろ子ナイト! - いま届けたい名曲 -」（NHK BSプレミアム・BS4K）では「守ってあげたい」、「コール」、「Come Back To Me 〜永遠の横顔」の3曲を披露。12月31日、第72回NHK紅白歌合戦（NHK総合・ラジオ第1）に出演、東京フィルハーモニー交響楽団をバックに「Woman "Wの悲劇"より」を歌唱。ピアノ演奏、オーケストラアレンジは編曲者の松任谷正隆。
2022年5月25日、Blu-ray/DVD『Live at GLORIA CHAPEL 2021』リリース、これは2021年11月21日に品川教会グローリア・チャペルで披露された初の無観客コンサートの模様を完全パッケージしたもの。9月10日、NHK『ニッポン「今」つないでみたら』に出演、「アナタノコトバ」を歌唱。10月2日、2019年以来3年ぶりとなる『薬師丸ひろ子40th Anniversary Tour 2022 ～アナタノコトバ～』スタート（追加最終公演は11月18日）。10月8日、フジテレビ系列『MUSIC FAIR』「リスペクト! ユーミン」に出演、「守ってあげたい」を披露。
2023年、『祝・歌手活動40周年 薬師丸ひろ子 WOWOW特集』として、40周年記念ツアーファイナルや過去のコンサートなどがWOWOWから放送・配信、1月は40周年記念ツアーファイナル『40th Anniversary Tour 2022 〜アナタノコトバ〜』と〔初の無観客コンサート〕『40th Anniversary Starting Special Concert presented by WOWOW』。2月、2014年のビルボードライブ『Premium Acoustic Night 時の扉 〜Look For A Star〜』、3月は2016年の〔初の野外ライブ〕『35th Anniversary Best Songs 1981-2017 〜Live in 春日大社〜』。3月19日、テレビ朝日系音楽バラエティ『関ジャム 完全燃SHOW』「歌う女優特集」に出演、〔武部聡志のキーボード伴奏のみで〕「Woman "Wの悲劇"より」〔を含む2曲〕を即興歌唱。3月22日、『薬師丸ひろ子 2022コンサート』Blu-ray/DVD/CD リリース。

### 角川時代のプロモーション
映画の公開前キャンペーンの一環としての歌番組出演だったため、〔映画公開前に〕音楽番組の『夜のヒットスタジオ』や『ザ・ベストテン』、『ザ・トップテン』などに1、2回出演し、〔映画が公開された後は〕出演依頼を断ることが圧倒的に多かった。通常、〔所属する歌手の出演を放送局に〕お願いする立場のレコード会社には難しい仕事だったため、歌番組との窓口は映画会社の東映が担当した。主演女優の宣伝は映画公開初日までという映画界の慣習を出演辞退の理由として活用した。歌番組への出演を控えた理由として、当時東映の宣伝担当だった遠藤茂行は、角川側が映画公開直前以外は薬師丸を世間に露出せずファンの飢餓感をあおる戦略を取っていたことや薬師丸が学業優先としていたこと、音楽活動が映画主題歌に限定されていたことを挙げている。

### アイドル
薬師丸にとってのアイドルはユーミン。小学生の頃、ピアノで「ひこうき雲」・「翳りゆく部屋」などの弾き語りの真似をしていた。そんな憧れの人が主題歌（『ねらわれた学園』の「守ってあげたい」）を担当したり、憧れの人から曲（「Woman "Wの悲劇"より」）を提供をされる。1985年3月の苗場のコンサートや2013年1月のユーミン40周年記念イベントに参加している。2011年4月放送のフジテレビ『僕らの音楽』で松任谷由実と共演し、「Woman "Wの悲劇"より」をデュエットした。2016年現在でも松任谷由実の前では緊張すると発言している。
音楽雑誌『レコード・コレクターズ』（2014年11月号）の特集「80年代女性アイドル・ソング・ベスト100」では薬師丸の曲が4曲選ばれた。5位「セーラー服と機関銃」、13位「探偵物語」、17位「Woman "Wの悲劇"より」、20位「あなたを・もっと・知りたくて」。
評論家の栗原裕一郎は、薬師丸にはアイドルのような人気があったが、アイドルとは別種のスターだったと述べている。

### NHK紅白歌合戦
『セーラー服と機関銃』は映画・主題歌いずれも1980年代を代表する大ヒットとなったが、当時は薬師丸が大学受験のため休業中だったので1982年の『第33回NHK紅白歌合戦』を辞退、「セーラー服と機関銃」は薬師丸の代わりに桜田淳子によって披露された。薬師丸は2005年の『第56回紅白』にゲスト審査員、2007年の『第58回紅白』に応援ゲストと2回出演した後、特別出演した2013年の『第64回紅白』で『あまちゃん』の鈴鹿ひろ美に扮（）し「潮騒のメモリー」を歌唱した。翌2014年の『第65回紅白』では正式出場枠に初選出され、編曲者の松任谷正隆によるピアノ伴奏で「Woman "Wの悲劇"より」を披露した。

### 薬師丸のポリシー
過去のヒット曲を歌う時は、聴き手の記憶のイメージを損なわないために、原曲のキーで歌い、節回しも変えないという掟（）を守っている。若い頃と同じ原曲キーで歌うことは薬師丸のモチベーションにもなっている。2016年現在、高音を保つために声楽家のレッスンを受けている。高音をキープすることは、女優として色々な声を出すのにも必要不可欠なことだと答えている。訓練して歌が上手くなることも大事だが、自分らしさを失わないように気をつけている。また、作曲家が書いた音符の一つ一つに、こだわりがあることを知っているので、自分流にアレンジして歌うことはせず、楽譜に忠実でいたいと思っている。
2017年のインタビューで、幸せ過ぎても、辛くても歌声に大変影響があり、自らの心身と向き合うことが必要だと発言している。〔映画『8年越しの花嫁』で演じている〕病気の娘を持つ母親役を引き摺っている状態で行われたライブリハーサルでは、〔悲しくて〕高い声は出ず、歌うことも楽しく感じられなかった。そのため、一時は「原曲キーで歌います」という宣言を取り消そうかと考えた。
2021年11月日本経済新聞のインタビューで、「芝居の役はあくまでも役であって私ではないが、歌は違う。伝えたくない言葉は混じっていない。この言葉を伝えたいと心から思って表現できるから、歌うのはとても好き。」と語っている。更に往年のヒット曲を歌手デビューから同じキーで40年間歌っている秘訣についても聞かれ、「数年前、米国の演劇畑の方が考えた発声法を教わった。それが芝居だけでなく、歌にも役立っているのかなと思う。昔のヒット曲はもはや私から離れ、多くの方々の思い出に組み込まれている存在だから、限りなく原曲に忠実に歌おうと心がけている。」と語っている。

### 歌手としての評価
歌唱力に関しては、アイドル風でなく、合唱団風と揶揄（）されることもあったが、「角川映画の主題歌の歌っていた当時から歌唱力は抜群。歌い方は正統派。基本に忠実な歌い方で、声も透き通る伸びやかな高音が魅力。これまでの人生経験で培われた彼女の人間としての魅力や女優としての経験が加わって歌の表現がより豊かになっている」と音楽評論家の富澤一誠は評価している。歌手としても希有（）な才能の持ち主で、清楚で礼儀正しい歌唱が個性的だったと久保田泰平は解説している。内田正樹は、アイドル時代から定評のある歌唱力、譜面に忠実で歌詞が明瞭に聴き取れる生真面目なファルセットは独特な包容力を持ち、女優特有の細やかなニュアンスの表現力を有していると評価する。薬師丸の魅力は透明な声とファルセットが中音域から高音まで無理なく伸びることで実現する広い音域だと朝日新聞文化担当の篠崎弘は説明している。
歌声について、竹内まりやは「爽やか」で「希有（）な」声。武部聡志は「鈴を転がすような声」。松任谷由実は「クリスタル・ボイス、水晶のような硬質な透明感」と表現している。小西康陽は「天使の賛美歌」。早稲田大学の学園祭で、ある学生から透明度の高い歌声は機械で作った音だと誤解される一幕もあった。薬師丸自身も、特殊な、変わった声を持っていることに感謝している。
音楽ライターの栗本斉によれば、薬師丸の歌手としてのキャリアが幸せなものとなった理由の一つとして、一流スタッフからもたらされた完成度の高い楽曲の存在がある。その高いレベルに応える歌唱力があったからこそヒットし、評価されていると解説する。音楽評論家のスージー鈴木によれば、2曲の名曲、大瀧詠一作曲「探偵物語」（1983年）と呉田軽穂（松任谷由実）作曲「Woman "Wの悲劇"より」（1984年）に出会えたことが、歌手薬師丸にとって幸運だった。田家秀樹によれば、薬師丸の同世代の歌手に対する優位性は、1980年代にリリースした5枚のアルバム『古今集』（1984年）・『夢十話』（1985年）・『花図鑑』（1986年）・『星紀行』（1987年）・『Sincerely Yours』（1988年）の存在によるところが大きい。

## 人物

### 生い立ち
薬師丸ひろ子は1964年（昭和39年）6月9日、東京都渋谷区にある日本赤十字病院で2人姉妹の次女として生まれ、港区青山の共働き家庭で育った。じっと集合住宅のエレベーターの前で仕事帰りの母親を待っているような園児だった。両親の趣味はクラシック音楽で演奏会に連れて行かれることもあった。幼稚園や小学校低学年の頃、ケガや病気で具合が悪くなると共働きの父母ではなく祖母に背負われて下校した。帰り道の青山通りは人の目が多いので恥ずかしかったのと同時に、恥じている自分が〔祖母に対して〕申し訳なかった。原宿幼稚園には髪がカールした園児が多かったこともあって、お鍋を被（）ったような直角おかっぱ頭に劣等感を抱いていた。人前に出るのが極度に苦手だった。しかし、小学生になると先生からの依怙贔屓（）が疑われるような目立つ子に変身した。小学校低学年の時、動物パニック映画『ベン』を見に、男子2人女子2人のダブルデートをしたことがある。小学生時代の得意科目は体育。足が速く、高校3年まで常にリレーの選手だった。

### スカウトとオーディション
角川春樹によれば、薬師丸は芸能界に憧れがあって入ってきたわけではない。
写真家・会田我路は、角川映画第2弾『人間の証明』に女優を紹介した縁で、次作『野性の証明』（1978年）の高倉健の娘役に適した少女を探していた。港区立青山中学1年だった薬師丸が地元を歩いているところを偶然見かけスカウトした。『野性の証明』オーディションに届いた、ある小さな芸能事務所が送ってきたスナップ写真の中に薬師丸がいた。
薬師丸は2次審査を通過したという通知で、自分の写真が送られていた事実を知った。非常に困惑した薬師丸母娘は、最終審査に落選すれば、写真を送った人も薬師丸のことを諦めてくれるだろうと期待していた。
2次審査通過後、角川春樹事務所に呼ばれた際に、今回のオーディションは年齢を理由に不合格だが、今後、芸能活動するつもりはないかと角川春樹から尋ねられる。芸能界入りを望んでいなかった薬師丸は、落選する保証を社長から貰ったと思い込み最終審査に臨んだ。
その小さな芸能事務所は薬師丸と契約前の状態で、 〔『野性の証明』オーディションで〕手応えがあれば契約しようとしていた節があった。しかし、角川は、その芸能事務所との関係を解消させた。
オーディション翌日、薬師丸は新聞に自分の名前が大きく載っているのを見て、この既成事実を覆すことは、もはや不可能と映画出演することになった。

### 芸能界
『野性の証明』（1978年）の現場スタッフや共演者から可愛がられ、役者としての素質を評価する声もあったが、高校受験を控えていた薬師丸自身には女優継続の意志はなかった。祖母には芸能界入りを反対され、母親とは『野性の証明』だけで芸能界を辞めると約束もしていたので、撮影後、お世話になった共演者・スタッフにギャラの大半から買い求めたプレゼントにお礼の手紙を付けて贈っていた。デビュー映画のヒットは、下校を尾行したり、自宅へ押しかけたり、〔家の固定電話に〕電話をかけてくるような迷惑なファンも同時に生み出し、家族も被害者となった。初めての映画（『野性の証明』）の後、撮影中は病気になってはいけないと緊張していたが、無事に終わって安心したのと疲労から自律神経失調症になった。
薬師丸に芸能界への憧れがなかったのは、青山という出身地が大きく関係している。スターを実際に目撃することも多く、友達の父親がアイドルのディレクターだったり、友達の家に「せんせい」でヒットを記録した森昌子が遊びに来ていたり、芸能界に関係する人が周囲に大勢いたので、とても自分には向いていないと考えていた。出身地の環境とのギャップを感じていた薬師丸は、本来の自分の姿を「都会の田舎育ち」と形容している。『翔んだカップル』（1980年）の出演交渉の時、地味で、はしゃぐのが苦手なので、将来の希望は、役者よりも映画のスタッフ（スクリプター）になることだった。1993年の対談集の中で「テレビドラマに出ない理由」として、若い頃はテレビに出ることで不特定多数に自分のことを知られたり見られたりすることが嫌で、映画ならば映画館に行った人以外は薬師丸に興味も持たず知られることはないと考えていたと話している。
2013年時点でも、薬師丸は華やかな芸能界には馴染（）めないし、馴染まないと答えている。『セーラー服と機関銃』（1981年）の撮影時、昼でも夜でも「おはようございます」といった業界の挨拶ではなく、夜なら「こんばんは」と日常的な普通の挨拶で目上のスタッフや役者に対しても押し通した。サインは芸能人らしい崩した書き方ではなく、普通の女の子がテスト用紙に記入するような整った楷書でしている。1983年の『キネマ旬報』の記事で、薬師丸に女の子のファンが多いのは、大人のあやつり人形ではなく自分の言葉で話し、勉学や仕事に対して自らの意志を貫き、大人社会の中で健気に頑張る姿が同性のファンにアピールしたのではないかと分析している。

### 学生時代
デビュー作の『野性の証明』（1978年）は大ヒットしたが、この1作で芸能界引退も考えていた。理由は、進学することが当然と思っていたのに、映画の撮影等で53日間の長期欠席を余儀なくされ、学業が遅れてしまったからである。そのため、所属の角川春樹事務所に対して、学校を欠席する必要のないことを仕事の条件として要求した。結果、2作目の『戦国自衛隊』（1979年）は学業に支障がない祝日、体育の日だけの撮影となった。その後、映画撮影は学校の春夏の休暇を利用し、大学を卒業するまで仕事を理由に学校を欠席することはなかった。映画の撮影現場は第2の義務教育だと思っていた。監督からは芝居のことで叱られ、立ち食いを怒られ、撮影現場には父親的存在が何人もいた。
高校の恩師は、学校を休むな、〔薬師丸は芸能人なので〕休むのが当然と思われたら本当の学生生活を送っているとは言えないというのが持論だった。その先生のおかげで、普通の高校生活が送れ、良い友達にも恵まれた。校門の前にファンの男の子数十人が並んで待っていたり、学校の壁一面が落書きで埋まっていたりすることもあった。登校時の薬師丸が通用門に中傷の落書きを見付けた時は、学校の誰かが下校時までには消してくれていた。映画監督の樋口尚文は、同級生にガードされ青物横丁駅から高校へ登校する薬師丸を目撃したことがあるが、さながら『ねらわれた学園』（1981年）の1シーンで、当時の日本中の男の子の「守ってあげたい」対象だったのだろうと述べている。薬師丸にとって「普通の高校生」であることが仕事にプラスの効果をもたらした。
大学受験に関して、父親からは「既に仕事を与えられているのだから、それを活かすべきじゃないか」と反対され、逆に母親からは「大学に行きたいのならば、大学に行くのが一番」と後押しされた。休業中の1982年12月に薬師丸の玉川大学の推薦入試に合格したことがマスコミに漏れ、角川春樹事務所から公表される。1983年4月、玉川大学英米文学科に入学する。英米文学科の倍率は前年の4.7倍から7.6倍に、大学全体では前年の5.1倍から6.7倍に志願者が増加した。
大学4年の頃、薬師丸だと気付いてない男子大学生に「可愛い」と言われたと、ルンルン気分で自分の友達に触れまわったことがあった。そんな普通の女子大生の生活を過ごした。昼食に大学の友達と学食で220円のラーメンを食べていることが写真週刊誌の記事になることもあった。『メイン・テーマ』（1984年）の原作者片岡義男は角川映画40周年を特集した『キネマ旬報』に、友達連れの21、22歳の頃の薬師丸から小田急小田原線の玉川学園前駅の階段で声を掛けられたことを色あせない記憶として寄稿している。自宅から大学まで遠かったこと、玉川大学が出欠に厳しかったこと、高校と比較して範囲の広い定期試験など、大学生活はハードだったと薬師丸は振り返っている。仕事をしていなかったら、4年制大学には行かなかっただろうとも語っている。1年生の時に病気で休学したため、5年間の大学生活を過ごし、1988年3月に玉川大学を卒業する。
雑誌『アサヒグラフ』の「戦後ヒーロー&ヒロイン伝説」の中で宮本治雄は、等身大である彼女自身を表現したことが薬師丸の特徴であると解説している。女優である薬師丸ひろ子と学生である薬師丸博子を薬師丸自身が明確に分けて考えていたとも宮本は書いている。

### 結婚・離婚
1991年1月、安全地帯の玉置浩二とハワイのマウイ島にある教会で挙式する。結婚後1年間は芸能活動を完全休業し主婦業に専念した。安全地帯のコンサート・ツアーに同行することもあった。1996年12月に玉置が大腸の炎症になった時、薬師丸は看病するだけでなく生放送の音楽番組に代理で出演し、お詫びの言葉を述べた。
結婚生活は7年半で、1998年6月5日に開かれた薬師丸の誕生パーティーの席で玉置との離婚を発表する。離婚は2人が幸せを掴むためのスタートラインに再度立つことだと述べている。
薬師丸は2016年のインタビューで歌が上手いと思う歌手に玉置の名前を挙げている。

### 高倉健
『野性の証明』（1978年）の製作発表の席で高倉健は13歳の薬師丸に「これからよろしくお願いします」と大きな手を差し出した。大人から、このように扱われたことはなかったので、薬師丸は感激すると同時に高倉に嫌われないように、迷惑かけないようにしようと思った。薬師丸は高倉からプレゼントされた大きなラジカセを愛用していた。
高倉から言われた「チャラチャラするなよ」を自らの原点として守ってきた。薬師丸は大学受験について高倉に相談したことはなかったが、合格したことを伝えると大変褒めてくれた。大学や仕事の話をすると高倉は薬師丸を褒めるのが常だった。高倉から褒められれば、薬師丸には頑張ることしか選択の余地がなく、ありがたい言葉であると同時に、一番厳しい、怖い言葉でもあった。
体調不良で医者に運動をするように言われた時、高倉健から勧められ同じジムに入った。しばらくして高倉に毎日ジム通いしてることを伝えると、「ジムに毎日来る奴に、幸せな奴はいないんだ」と言われる。
1979年6月9日に薬師丸は高倉主演『動乱』（1980年）の撮影現場を訪問し対談をしている。またその後も交流が続き、2011年11月、高倉健の遺作となった『あなたへ』（2012年）の撮影現場にも訪ねている。薬師丸は、この訪問で俳優高倉健の姿を目に焼き付けられたことが、今後の人生の糧になると発言している。
2014年11月、映画共演は『野性の証明』だけだったが、その後も公私で関わりのあった高倉健の訃報を聞いて、体から魂が抜けていった感じがしたとラジオで語った。12月、ラジオの高倉健追悼特別番組のパーソナリティを務める。同月の『第65回紅白』では「今年色々な出会いや別れがありましたが、紅白という晴れやかな舞台で、目に見えない遠くまで歌が届くといいなと思います」と述べた。

### 女優への適性
20歳の薬師丸は『Wの悲劇』（1984年）の出演後、俳優を辞める決心をした。自信も映画に対する情熱も失っていたこと、仕事中心の生活から自由になりたかったことなどを理由に挙げ、精神的に追い詰められていたと当時を振り返っている。一時は引退も考えた薬師丸は、撮影現場で「飽きない、冷めない、慣れない」の三原則を自らに課し、女優として再出発する。同じ頃のインタビューでは、30歳ぐらいになった時に良い母親役のできる女優になっていたいと願望を語っていた。
30代半ば、女優を続けて行くか悩んでいた頃、渡米しカウンセリングを受けた。自身の俳優への適性を相談すると、先生から俳優を何年しているか聞かれ薬師丸が答えると、「あなた、もう20年以上も俳優を続けてきたのでしょう? そんなに続けられたのに向いてないわけないでしょう。もういいんじゃないの、悩まなくても」と言われた。その言葉で目が覚め、自分は好きだからこの仕事（俳優）をしているんだと再確認し、人に望まれる限り女優を続けたいと話している。それからは、自分の演じたい役や表現したいことに出会った時に、それを体現できるようになってればいいと思うようになった。
〔薬師丸主演の『セーラー服と機関銃』（1981年）などの〕その頃の邦画を学生時代に見た、同世代の監督やスタッフと映画やテレビの仕事ができることに感謝している。『今度は愛妻家』（2010年）を監督した行定勲は『セーラー服と機関銃』を観て映画に興味を持ったと話している。また、 薬師丸が初主演したドラマ『ミセスシンデレラ』（1997年、フジテレビ）のプロデューサーで、薬師丸をテレビに担ぎ出した小岩井宏悦は、この業界に入ったきっかけとして映画『Wの悲劇』（1984年）を挙げている。〔現場のスタッフなどから〕球場で薬師丸さんが野球しているのを見に行きましたなどと話をされると、無駄遣いさせてすみませんと謝ることもある。
雑誌やコマーシャルのスタイリストをしていた小川久美子は、デビュー直後の1978年から角川春樹事務所独立後の『タスマニア物語』（1990年）までの間、薬師丸の衣装を担当していた。小川はスタッフとして初参加した『セーラー服と機関銃』で映画の世界に魅了され、その後、映画の衣装デザイナーに転身した。小川にとって薬師丸との出会いが人生のターニングポイントとなった。
『あまちゃん』（2013年）での鈴鹿ひろ美(演：薬師丸)が天野アキ(演：能年玲奈)に向けて言ったセリフの「続けていくのも才能よ」「向いてないけど、続けるっていうのも才能よ」は薬師丸自身を励ます言葉のように感じている。
2014年3月、放送ウーマン賞2013の授賞式で、芸能生活35年は混沌として計画的なものではなかったと回顧し、「子供の時から地味で社交性がなかった私が、みなさんのおかげで表舞台に立たせていただいて、35年間この仕事を続けることができた」と感謝の言葉を述べた。また、早めの失敗があったから頑張れたとも話した。
2017年のインタビューでも甘くなく、順調ではない〔芸能〕人生だったと薬師丸は回顧している。しかし、どこかに奇跡が転がっているとも付け加えている。

### 自動車の運転
『里見八犬伝』（1983年）の撮影中、次作の『メイン・テーマ』（1984年）の撮影で自動車運転免許が必要になり教習所に通った。同時期同じ教習所に竹内まりやが通っていた。マネージャーなしの1人で、薬師丸が教習所近くの中華料理店で居合わせたサラリーマンと相席で餃子定食を食べてきた話をした時、竹内は薬師丸と友達になれると思ったと対談で答えている。薬師丸は運転の中では特に車庫入れが得意で、それを見かけたタクシー運転手に褒められたこともある。生まれも育ちも東京なので都内の道に詳しく、道に不案内なドライバーの助手席はストレスが溜まると話している。

### 日記と旅行
高校時代、自分の存在を皆に知られているように思えて苦しくなったこともあった。どこの高校に通っていて、どこの大学を受験するのかを皆が知っているんじゃないかとプレッシャーから疑心暗鬼に駆られ、翌朝、友達を誘い軽井沢へ出掛けた。
1998年のインタビューで、薬師丸は精神的にバランスを崩している時には現実逃避の旅に出ると答えている。5年連用日記を付けていると、毎年同じ時期に、現実逃避の旅に出ているか、または、〔旅に出られない時は〕東京にいて深く悩んでいて、そんな自分の精神状態の周期性に驚かされると話している。日記を読み返すと、「人生はこんなものだ」と自分に言い聞かすことができるとも薬師丸は答えている。2005年のインタビューでは10年分が一覧できる日記を付けているが、毎年季節の変わり目には感傷的になるという同じパターンを繰り返していると話している。

### 愛犬家
これまで3匹の犬を飼っていた。めったに鳴かない〔屋内犬の〕柴犬が戸外に設置した配電盤から火花が散るような漏電を吠（）えて教えてくれたり、ラブラドールが薬師丸宅に侵入しようとした自動車泥棒に果敢に挑みかかり犯罪被害を未然に防いでくれたこともあった 。2016年現在は犬を飼っていないので、近所の犬を借りて、毎朝夕の5、6キロの散歩のお供にしている。猫〔の毛〕については、極度のアレルギーがある。

## エピソード
- 児童劇団を1回受験したことがあり入所金の支払いも済ませていたが、結局、入団せず返金してもらった[260]。
- 薬師丸は、東京バザール（TBSラジオが明治神宮外苑で開催していたイベント）でスカウトされたことがある[326]。
- 演技経験の無かった薬師丸は、1978年10月公開の映画『野性の証明』より早く、5月スタートのテレビドラマ『敵か?味方か?3対3』（全7回）で演技経験を積んだ[327][328]。また、『野性の証明』の公開前に本名の薬師丸博子から芸名の薬師丸ひろ子に変更[329][注 45]。
- デビュー時のキャッチ・コピーは「ひろ子という字何度ノートに書いたっけ」だった[331]。
- 映画の『翔んだカップル』や『レイクサイド マーダーケース』で共演した鶴見辰吾は幼稚園・小学校の同級生[332][259][333]。
- 薬師丸は1981年にコンサートと映画『フラッシュ・ゴードン』の宣伝のために4度目の来日をしたクイーンにインタビューをしている[334]。5日間の武道館公演に毎日のように通った[335]。
- 『ねらわれた学園』では 18,000人の応募者から高柳良一が[336]、『メイン・テーマ』では 23,000人から野村宏伸が一般オーディションで薬師丸の相手役に選ばれた[337]。薬師丸が合格した『野性の証明』オーディションの応募者は1,224人だった[4]。
- 1978年のスクリーン・デビューから歌手デビューを催促していた角川春樹、（特に『ねらわれた学園』（1981年）の時は強く催促していた）、実際には薬師丸をコーラス部特有の歌い方で素養（音楽的才能）はあるが「〔歌手としては〕個性がない」と評価していた[338]。
- 1985年には、薬師丸からのメッセージが聞けるテレフォンサービス「HIROKO'S DIARY」をNTTが実施。ピーク時には1日に13万件の電話が来て、当時の日本におけるテレフォンサービスの新記録を樹立した[339][340]。
- 薬師丸の形態模写を持ちネタとした芸能人としては『オレたちひょうきん族』でのあめくみちこがいる[341]。『邦ちゃんのやまだかつてないテレビ』では、薬師丸のCM『ソフトインワン』のパロディー「薬師丸ひろ子 ちゃんリンシャンシリーズ」を山田邦子が演じていた[342]。
- 写真週刊誌の『FLASH』は薬師丸の泣きボクロが消えたのは1994年5月から1995年12月の間だと推理している[343]。
- 『あまちゃん』の天野アキが鈴鹿ひろ美に憧れていたように、能年玲奈はデビュー後の演技指導で薬師丸を参考にするように言われて『野性の証明』・『探偵物語』・『Wの悲劇』などを視聴し[344][345]、『あまちゃん』の出演者オーディションでは「憧れのアイドル」に薬師丸の名前を書いていた[346][注 46]。
- 『あまちゃん』の鈴鹿ひろ美と天野春子の設定は、薬師丸が出演したミュージカル『雨に唄えば』を観ていた番組プロデューサーがオマージュとして設定したと語っている[348]。

## 年表
- 1964年（昭和39年）6月9日、東京都渋谷区にある日本赤十字病院で生まれる[注 47]。
- 1978年（昭和53年）
  - 2月、港区立青山中学校1年に在学時、角川映画『野性の証明』のヒロイン・長井頼子役の一般公募オーディションで選ばれる[350]。（13歳）
  - 5月、『敵か?味方か?3対3』でドラマ・デビュー。（13歳）
  - 10月、映画『野性の証明』でスクリーン・デビュー。（14歳）
- 1980年（昭和55年）
  - 7月、映画『翔んだカップル』で初主演。（16歳）
- 1981年（昭和56年）
  - 7月、主演映画『ねらわれた学園』公開。
  - 11月、主演映画の主題歌「セーラー服と機関銃」で歌手デビュー。（17歳）
  - 12月、主演映画『セーラー服と機関銃』公開。休業宣言[46]。（17歳）
- 1983年（昭和58年）
  - 4月、玉川大学へ入学[280][281]。（18歳）
  - 7月、主演映画『探偵物語』公開。（19歳）
  - 12月、主演映画『里見八犬伝』公開。
- 1984年（昭和59年）
  - 7月、主演映画『メイン・テーマ』公開。
  - 12月、主演映画『Wの悲劇』公開。本作品で第27回ブルーリボン賞主演女優賞などを受賞。（20歳）
- 1985年（昭和60年）3月、角川春樹事務所から独立[67]。（20歳）
- 1988年（昭和63年）3月、玉川大学を卒業[288][289]。（23歳）
- 1991年（平成3年）1月、玉置浩二とハワイで挙式[290]。（26歳）
- 1997年（平成9年）4月 - 6月、 フジテレビ木曜劇場『ミセスシンデレラ』に主演。（32歳）
- 1998年（平成10年）6月、玉置との離婚を発表[293][294]。（33歳）
- 2002年（平成14年）1月 - 3月、TBSテレビ『木更津キャッツアイ』に出演。（37歳）
- 2005年（平成17年）
  - 10月 - 12月、フジテレビ系ドラマ『1リットルの涙』に出演。（41歳）
  - 11月、映画『ALWAYS 三丁目の夕日』公開。本作品で第29回日本アカデミー賞最優秀助演女優賞などを受賞。（41歳）
- 2011年（平成23年）3月、歌手活動30周年を記念したアルバム『歌物語』をリリース。
- 2013年（平成25年）
  - 6月 - 9月、NHK朝の連続テレビ小説『あまちゃん』東京編に出演。
  - 10月、『芸能活動35周年記念コンサート』を東京・大阪で開催[180]。
- 2014年（平成26年）
  - 3月、放送ウーマン賞2013を受賞[5]。
  - 12月、第65回NHK紅白歌合戦に初出場[243]。
- 2016年（平成28年）
  - 9月、『世界遺産劇場 春日大社 第六十次式年造替奉祝 薬師丸ひろ子コンサート』を奈良で開催。
- 2019年（令和元年）
  - 6月 - 12月、NHK大河ドラマ『いだてん〜東京オリムピック噺〜』第2部田畑政治篇に出演。

## 書籍・雑誌

### 写真集
『薬師丸ひろ子フォトメモワール』『Part2』『Part3』を合わせた累計発行部数は80万部を超える。
- 『薬師丸ひろ子フォトメモワール』（1979年12月、富士見書房）NCID BN15803059
  - 小島由起夫 [撮影]『薬師丸ひろ子フォトメモワール part 1 (1978-1980)』〈角川文庫〉、角川書店、1984年6月10日。
- 『薬師丸ひろ子フォトメモワール (Part2)』（1980年12月、富士見書房）NCID BN1580330X
  - 小島由起夫 [撮影]『薬師丸ひろ子フォトメモワール part 2 (1980-1981)』〈角川文庫〉、角川書店、1984年6月10日。
- 『薬師丸ひろ子フォトメモワール (Part3)』（1982年3月、富士見書房）NCID BN15804288
  - 小島由起夫 [撮影]『薬師丸ひろ子フォトメモワール part 3 (1981-1982)』〈角川文庫〉、角川書店、1984年10月10日。
- 『フラッシュバックひろ子 : ありのままの輝き 「探偵物語」公開記念・薬師丸ひろ子写真集』（1983年6月、角川書店）全国書誌番号:83052406
- 『薬師丸ひろ子フォトメモワール (Part4)』（1984年6月、富士見書房）ISBN 4829160047、全国書誌番号:85005801
- 『薬師丸ひろ子Visual message 21才の旅立ち』（1985年12月、扶桑社）ISBN 9784893530653
- 『「野蛮人のように」写真集』（1986年1月、 集英社）全国書誌番号:86010647

### インタヴュー・対談集
- 『プレイバックひろ子 : 言葉かみしめて 「探偵物語」公開記念・薬師丸ひろ子対談集』（1983年6月、角川書店）全国書誌番号:83052407
- 鎌田慧『日本人の仕事』（1986年9月、平凡社）ISBN 4582705022 - 〔角川春樹事務所独立後、〕仕事（女優）についてのインタビュー収録。
- 『「映画愛」 俳優編 武藤起一インタヴュー集』（1993年5月、大栄出版）ISBN 4886825591 - 1992年11月17日のインタビュー収録。
- 松本隆対談集『KAZEMACHI CAFE』 （2005年4月、ぴあ）ISBN 483561514X - 2001年9月12日の対談収録[注 48]。
  - 『風待茶房 : 松本隆対談集』（2017年1月、リットーミュージック）ISBN 9784845628995 - ぴあ 2005年刊『KAZEMACHI CAFE』改題・加筆。

### 雑誌
- 『バラエティ』（1978年 - 1986年、角川書店） - 薬師丸のファン・マガジンの役割を担う[352]。角川春樹事務所の方針で薬師丸はファンクラブを持たなかった[353]。
  - 「野性の輝きにみちて・頼子」1978年（昭和53年）5月号。 - 初登場[354]。
  - 「デュエット・オブ・フィフティーン」1979年（昭和54年）12月号。 - 荻野目慶子との対談[354]。
  - 「笑顔300万ボルト・青春をあなたに」1980年（昭和55年）10月号。 - 杉田かおる・荻野目慶子との鼎談（）[354]。
  - 「薬師丸ひろ子スペシャル」1981年（昭和56年）8月臨時増刊号。 - ミニ写真集、兼、『ねらわれた学園』までの映画・TV・CMのデータブック[354]。
  - 「グッドラック! 薬師丸ひろ子」1985年（昭和60年）5月号。 - 角川春樹事務所から独立直前のグラビアとインタビュー、ブルーリボン賞授賞式の模様、8年間86冊（通常号84冊と臨時増刊号2冊）の掲載内容リストなど[354]。
- 『週刊朝日』（1979年11月23日号、朝日新聞社）表紙[355]
- 『週刊ザテレビジョン』（1982年9月22日創刊号、角川書店） - 創刊号を含め表紙登場回数は12回（2002年3月1日号時点）[79]
- 『キネマ旬報』キネマ旬報社
  - 山際淳司「薬師丸ひろ子インタビュー」『キネマ旬報』1981年（昭和56年）12月下旬号、キネマ旬報社、1981年、 52-53頁。
  - 内海陽子「ひろ子の軌跡」『キネマ旬報』1983年（昭和58年）7月下旬号、キネマ旬報社、1983年、 49-53頁。
  - 野村正昭「アイドル誕生 - 薬師丸ひろ子の場合」『キネマ旬報』1983年（昭和58年）8月下旬号、キネマ旬報社、1983年、 44-46頁。
  - 中岡徹尚「薬師丸ひろ子論」『キネマ旬報』1986年（昭和61年）2月上旬号、キネマ旬報社、1986年、 105-107頁。
  - 「薬師丸ひろ子の証明」『キネマ旬報』1992年（平成4年）10月下旬号、キネマ旬報社、1992年、 15-34頁。
  - 尾形敏朗「素晴らしき映画女優(7)薬師丸ひろ子 - 映画におかえりなさい!」『キネマ旬報』2005年（平成17年）11月上旬号、キネマ旬報社、2005年、 121-129頁。
  - 薬師丸ひろ子「薬師丸ひろ子 映画のマジック、映画の奇蹟に出会えた2005年」『キネマ旬報』2006年（平成18年）2月下旬号、キネマ旬報社、2006年、 48 - 49頁。
  - 金澤誠「薬師丸ひろ子インタビュー」『キネマ旬報』2007年（平成19年）11月上旬号、キネマ旬報社、2007年、 31- 33頁。
  - 増富竜也「映画スター薬師丸ひろ子を映画館で見るカ・イ・カ・ン」『キネマ旬報』2023年（令和5年）7月上下旬合併号、キネマ旬報社、2023年、 55頁。
- 『ロードショー』（1985年6月号、集英社） - フィービー・ケイツとの2ショットの表紙と特別対談が掲載[356]。薬師丸は、洋画専門雑誌『ロードショー』の表紙になった初めての日本人俳優[356]。
- 薬師丸ひろ子「独占インタビュー 五年連用日記で私の心を覗く」『婦人公論』1998年（平成10年）10月7日号、中央公論新社、1998年、 58-61頁。
- 「阿川佐和子のこの人に会いたい(610)二十歳のとき、「泣き方は私が決める」と思って、一度辞める決心をしました 女優 薬師丸ひろ子」『週刊文春』2005年12月8日号、文藝春秋、2005年、 146 - 150頁。
- 林真理子「マリコのここまで聞いていいのかな(300)ゲスト 薬師丸ひろ子 女優」『週刊朝日』2006年2月3日号、朝日新聞出版、2006年、 48 - 52頁。

## 受賞歴
1981年
第2回ヨコハマ映画祭 主演女優賞（『翔んだカップル』）
第6回映画ファンのための映画まつり（現・おおさかシネマフェスティバル） 主演女優賞（『翔んだカップル』）
第4回日本アカデミー賞 話題賞（俳優部門）（『翔んだカップル』）
1982年
第5回日本アカデミー賞 話題賞（俳優部門）（『セーラー服と機関銃』）
第7回シティロード・メモリアル・ベスト ベスト女優1位
第15回日本レコードセールス大賞 女性新人賞
1983年
第1回ゴールデングロス賞 マネーメイキングスター賞
1985年
第8回日本アカデミー賞 話題賞（俳優部門）（『Wの悲劇』）
第27回ブルーリボン賞 主演女優賞（『Wの悲劇』）
第3回ゴールデングロス賞 マネーメイキングスター賞
第10回シティロード・メモリアル・ベスト ベスト女優1位
第9回シネ・フロント 女優賞（『Wの悲劇』）
1986年
第9回日本アカデミー賞 優秀主演女優賞（『Wの悲劇』）
1991年
第14回日本アカデミー賞 話題賞（俳優部門）（『タスマニア物語』、『病院へ行こう』）
1992年
第7回高崎映画祭 最優秀主演女優賞（『きらきらひかる』）
1997年
第13回ザテレビジョンドラマアカデミー賞 主演女優賞（『ミセスシンデレラ』）
第24回放送文化基金賞 女優演技賞（『熱の島で〜ヒートアイランド東京〜』）
2006年
第29回日本アカデミー賞 最優秀助演女優賞（『ALWAYS 三丁目の夕日』）
第48回ブルーリボン賞 助演女優賞（『ALWAYS 三丁目の夕日』、『オペレッタ狸御殿』）
第79回キネマ旬報ベスト・テン 助演女優賞（『ALWAYS 三丁目の夕日』、『オペレッタ狸御殿』、『レイクサイド マーダーケース』、『鉄人28号』）
第30回報知映画賞 助演女優賞（『ALWAYS 三丁目の夕日』）
第18回日刊スポーツ映画大賞 助演女優賞（『ALWAYS 三丁目の夕日』）
第27回ヨコハマ映画祭 助演女優賞（『ALWAYS 三丁目の夕日』、『オペレッタ狸御殿』、『レイクサイド マーダーケース』、『鉄人28号』）
第9回日刊スポーツ・ドラマグランプリ 助演女優賞（『1リットルの涙』）
第2回TVnaviドラマ・オブ・ザ・イヤー2005 助演女優賞（『1リットルの涙』）
2008年
第31回日本アカデミー賞 優秀助演女優賞（『ALWAYS 続・三丁目の夕日』）
2010年
第19回日本映画批評家大賞 主演女優賞（『今度は愛妻家』）
2011年
第34回日本アカデミー賞 優秀主演女優賞（『今度は愛妻家』）
2014年
放送ウーマン賞2013
2018年
第41回日本アカデミー賞 優秀助演女優賞（『8年越しの花嫁 奇跡の実話』）
2024年
第78回毎日映画コンクール 田中絹代賞